# Natale
Natale is een dorp in het district Central in Botswana. De plaats telt 1288 inwoners (2011).